# Ayer y hoy (álbum de Banda El Recodo)
Ayer y hoy es el 96° álbum de la banda sinaloense mexicana El Recodo de Cruz Lizárraga, lanzado el 26 de mayo de 2017 por el sello Fonovisa.
El álbum es considerado una continuación del álbum anterior Raíces Cinco de las canciones son clásicas de la banda sinaloense grabadas solo en instrumental. El título hace referencia al ayer de generaciones que crecieron escuchando y bailando esas canciones. Interpretado por Charly Lopez y Geovanni Mondragón

## Sencillos
Para promocionar el álbum fue lanzado como primer sencillo «Me prometí olvidarte» el 7 de abril de 2017. El 12 de mayo de 2017, fue puesto en preventa el álbum y una semana después fue lanzado como sencillo promocional la canción «Ayer y hoy». 

### Otras canciones
La canción «Vale la pena» se lanzó como sencillo el 9 de diciembre de 2016, aunque esta canción está incluida en el álbum es considerado sencillo independiente o sencillo sin álbum y lleva el nombre del tour 2017 de la banda. Además durante la producción del álbum fue lanzado el corrido «El Chema» (compuesto por Mario Quintero), tema principal de la serie del mismo nombre transmitida por Telemundo, que se posicionó en la posición 31 de la lista Regional Mexican Songs publicada semanalmente por la revista Billboard.

## Lista de canciones
| N.º   | Título                      | Escritor(es)                                      | Duración |  |
| 1.    | «Ayer y hoy»                | Joss Favela                                       | 2:47     |  |
| 2.    | «La vaquita»                | Benjamín Sánchez Mota                             | 2:32     |  |
| 3.    | «Me prometí olvidarte»      | Edgar Barrera · Martín Castro · Alfonso Lizárraga | 2:39     |  |
| 4.    | «España cañí»               | Pascual Marquina Narro                            | 1:58     |  |
| 5.    | «Vale la pena»              | Edgar Barrera · Martín Castro · Alfonso Lizárraga | 2:47     |  |
| 6.    | «Conga roja»                | Copyright Control                                 | 2:54     |  |
| 7.    | «Copa de vino»              | Luis Demetrio                                     | 2:01     |  |
| 8.    | «Éntrale al baile compadre» | Librado Pérez Vega                                | 2:24     |  |
| 9.    | «Íntimamente»               | Edgar Barrera · Martín Castro · Alfonso Lizárraga | 2:59     |  |
| 10.   | «Hay uno ojos»              | Cuco Sánchez                                      | 2:28     |  |
| 25:30 |                             |                                                   |          |  |

## Posicionamiento en listas

### Sencillos
| Año                                                             | Título                 | Posiciones     | Posiciones     | Posiciones      | Posiciones         |
| Año                                                             | Título                 | México General | México Popular | USA Latin Songs | USA Regional Songs |
| --------------------------------------------------------------- | ---------------------- | -------------- | -------------- | --------------- | ------------------ |
| 2017                                                            | «Vale la pena»         | 14             | 6              | 38              | 10                 |
| 2017                                                            | «Me prometí olvidarte» | 20             | 13             | —               | —                  |
| 2017                                                            | «Ayer y hoy»           | 10             | 3              | —               | 18                 |
| 2017                                                            | «Íntimamente»          | —              | 19             | —               | —                  |
| «—» indica un tema que no se posicionó en las listas de éxitos. |                        |                |                |                 |                    |